# Japanische Badminton-Studentenmeisterschaft
Japanische Badminton-Studentenmeisterschaften (全日本学生バドミントン選手権大会, zen-nihon gakusei badominton senshuken taikai) als Teil der Alljapanischen Meisterschaften der Studenten (全日本学生選手権大会, zen-nihon gakusei senshuken taikai) bzw. auch Inter-College (インターカレッジ, Intā Korejji) genannt, werden seit 1950 ausgetragen. Es werden Badminton-Titelkämpfe im Dameneinzel, Damendoppel, Herreneinzel und Herrendoppel sowie Mannschaftswettkämpfe getrennt für Damen- und Herrenteams ausgespielt, wobei bei den ersten drei Austragungen noch nicht alle sechs Wettbewerbe stattfanden. Mixedwettbewerbe sind nicht dokumentiert. 2012 fanden die Meisterschaften zum 63. Mal statt.
Die 8 besten Spieler(paare), d. h. die Viertelfinalteilnehmer, dieser Meisterschaft erwerben die Qualifikation zur Teilnahme an den All-Japanischen Meisterschaften.

## Die Titelträger
Bei unbekannten Lesungen wird der Originalname in Japanisch gelistet, gefolgt von einer möglichen Lesung kursiv in Klammern.
| Saison | Nr. | Austragungsort     | Herreneinzel                                          | Dameneinzel                                                   | Herrendoppel                                                                | Damendoppel                                                                           | Mixed                                                          | Herrenteams                 | Damenteams                           |
| ------ | --- | ------------------ | ----------------------------------------------------- | ------------------------------------------------------------- | --------------------------------------------------------------------------- | ------------------------------------------------------------------------------------- | -------------------------------------------------------------- | --------------------------- | ------------------------------------ |
| 1950   | 1   | Yokohama           | Toshihide Hirota (Keiō-Universität)                   |                                                               | Toshihide Hirota 小宮淳宏 (Atsuhiro Komiya) (Keiō-Universität)              |                                                                                       | nicht ausgetragen                                              |                             |                                      |
| 1951   | 2   | Tokio              | Toshihide Hirota (Keiō-Universität)                   |                                                               | Toshihide Hirota 小宮淳宏 (Atsuhiro Komiya) (Keiō-Universität)              |                                                                                       | nicht ausgetragen                                              | Keiō-Universität            |                                      |
| 1952   | 3   | Kōbe               | Toshihide Hirota (Keiō-Universität)                   | 早瀬治子 (Haruko Hayase) (Universität Kōbe)                   | Toshihide Hirota Michiaki Oka (Keiō-Universität)                            | 田中弘美 (Hiromi Tanaka) 早瀬治子 (Haruko Hayase) (Universität Kōbe)                  | nicht ausgetragen                                              | Keiō-Universität            |                                      |
| 1953   | 4   | Sendai             | Fumio Mochizuki (Rikkyō-Universität)                  | 小野寺京子 (Kyoko Onodera) (Aoyama-Gakuin-Universität)        | Yoshiro Sato 山崎茂 (Shigeru Yamazaki) (Rikkyō-Universität)                 | 松山昌子 (Masako Matsuyama) 北村明子 (Akiko Kitamura) (Frauenuniversität Kyōto)       | nicht ausgetragen                                              | Rikkyō-Universität          | Frauenuniversität Kyōto              |
| 1954   | 5   | Kyōto              | Yoshiro Sato (Rikkyō-Universität)                     | 小野寺京子 (Kyoko Onodera) (Aoyama-Gakuin-Universität)        | Michiaki Oka Kei Koshikawa (Keiō-Universität)                               | 滝田三知江 (Michie Takita) 吉田経子 (Keiko Yoshida) (Kurzhochschule Kōriyama)         | nicht ausgetragen                                              | Rikkyō-Universität          | Kurzhochschule Kōriyama              |
| 1955   | 6   | Hokkaidō           | Yoshiro Sato (Rikkyō-Universität)                     | 斉藤千代子 (Chiyoko Saito) (Seikei-Universität)               | 石田裕 (Hiroshi Ishida) Kei Koshikawa (Keiō-Universität)                    | 阿部とし子 (Toshiko Abe) 押切ひろ (Hiro Oshikiri) (Universität Fukushima)             | nicht ausgetragen                                              | Rikkyō-Universität          | Japanische Frauensportkurzhochschule |
| 1956   | 7   | Tokio              | Eiichi Nagai (Rikkyō-Universität)                     | 松本亨子 (Kyoko Matsumoto) (Frauenuniversität Kyōto)          | Fumio Mochizuki Eiichi Nagai (Rikkyō-Universität)                           | 斉藤千代子 (Chiyoko Saito) 鈴木千代子 (Chiyoko Suzuki) (Seikei-Universität)           | nicht ausgetragen                                              | Rikkyō-Universität          | Frauenuniversität Kyōto              |
| 1957   | 8   | Takamatsu          | Kanetoshi Kataishi (Rikkyō-Universität)               | 三浦節 (Takashi Miura) (Shōkei-Frauenkurzhochschule)          | Kanetoshi Kataishi Takafusa Itagaki (Rikkyō-Universität)                    | 大塚艶子 (Tsuyako Otsuka) 草野千栄子 (Chieko Kusano) (Universität Okayama)            | nicht ausgetragen                                              | Rikkyō-Universität          | Frauenuniversität Kyōto              |
| 1958   | 9   | Kurume             | Eiichi Nagai (Rikkyō-Universität)                     | 三浦節 (Takashi Miura) (Shōkei-Frauenkurzhochschule)          | Takafusa Itagaki Yoshio Komiya (Rikkyō-Universität)                         | 三浦節 (Takashi Miura) 沢村国子 (Kuniko Sawamura) (Shōkei-Frauenkurzhochschule)       | nicht ausgetragen                                              | Rikkyō-Universität          | Japanische Frauensporthochschule     |
| 1959   | 10  | Tokio              | Yoshio Komiya (Rikkyō-Universität)                    | 山崎紀久子 (Kikuko Yamazaki) (Frauenuniversität Kumamoto)     | Takafusa Itagaki Yoshio Komiya (Rikkyō-Universität)                         | Tomoko Tajima Fumiko Akiyama (Frauenuniversität Kumamoto)                             | nicht ausgetragen                                              | Rikkyō-Universität          | Frauenuniversität Kumamoto           |
| 1960   | 11  | Osaka              | Takafusa Itagaki (Rikkyō-Universität)                 | Tomoko Tajima (Frauenuniversität Kumamoto)                    | Takafusa Itagaki Yoshio Komiya (Rikkyō-Universität)                         | Tomoko Tajima 山崎紀久子 (Kikuko Yamazaki) (Frauenuniversität Kumamoto)               | nicht ausgetragen                                              | Keiō-Universität            | Frauenuniversität Kumamoto           |
| 1961   | 12  | Nagoya             | Yoshinori Itagaki (Rikkyō-Universität)                | Fumiko Akiyama (Frauenuniversität Kumamoto)                   | Yoshio Komiya Yukiharu Suzuki (Hōsei-Universität)                           | Miyako Morota 青山博子 (Hiroko Aoyama) (Japanische Frauensporthochschule)             | nicht ausgetragen                                              | Rikkyō-Universität          | Frauenuniversität Kyōto              |
| 1962   | 13  | Präfektur Miyagi   | Takeshi Miyanaga (Keiō-Universität)                   | Noriko Takagi (Japanische Frauensporthochschule)              | Koichi Mori Tsutomu Sawada (Hōsei-Universität)                              | Miyako Morota Noriko Takagi (Japanische Frauensporthochschule)                        | nicht ausgetragen                                              | Hōsei-Universität           | Frauenuniversität Kumamoto           |
| 1963   | 14  | Osaka              | Yoshiaki Tōjō (Rikkyō-Universität)                    | Noriko Takagi (Japanische Frauensporthochschule)              | 伊村隆 (Takashi Imura) 中村富光 (Tomihikari Nakamura) (Hōsei-Universität)   | Noriko Takagi Hiroe Amano (Japanische Frauensporthochschule)                          | nicht ausgetragen                                              | Rikkyō-Universität          | Japanische Frauensporthochschule     |
| 1964   | 15  | Tokio              | Ippei Kojima (Chūō-Universität)                       | Tomoko Takahashi (Japanische Frauensporthochschule)           | 本多務 (Tsutomu Honda) Kenji Suzuki (Hōsei-Universität)                     | Tomoko Takahashi 宮崎和子 (Kazuko Miyazaki) (Japanische Frauensporthochschule)        | nicht ausgetragen                                              | Hōsei-Universität           | Japanische Sportuniversität          |
| 1965   | 16  | Kyōto              | Masao Akiyama (Chūō-Universität)                      | Tomoko Takahashi (Japanische Frauensporthochschule)           | 大竹鉱一 (Kōichi Ōtake) 安沢武司 (Takeshi Yasuzawa) (Rikkyō-Universität)    | 硲恵美子 (Emiko Hazama) 虫賀雅子 (Masako Mushiga) (Japanische Frauensporthochschule)  | nicht ausgetragen                                              | Chūō-Universität            | Japanische Frauensporthochschule     |
| 1966   | 17  | Tokio              | Ippei Kojima (Chūō-Universität)                       | Tomoko Takahashi (Japanische Frauensporthochschule)           | Ippei Kojima Issei Nichino (Chūō-Universität)                               | 五十嵐明美 (Akemi Igarashi) 小林邦子 (Kuniko Kobayashi) (Japanische Sportuniversität) | nicht ausgetragen                                              | Chūō-Universität            | Japanische Sportuniversität          |
| 1967   | 18  | Osaka              | Issei Nichino (Chūō-Universität)                      | Hiroe Yuki (Japanische Frauensporthochschule)                 | Issei Nichino Junji Honma (Chūō-Universität)                                | Tomoko Takahashi 宮崎和子 (Kazuko Miyazaki) (Japanische Frauensporthochschule)        | nicht ausgetragen                                              | Chūō-Universität            | Japanische Frauensporthochschule     |
| 1968   | 19  | Präfektur Aichi    | Junji Honma (Chūō-Universität)                        | Hiroe Yuki (Japanische Frauensporthochschule)                 | 高林弘則 (Hironori Takabayashi) Junji Honma (Chūō-Universität)              | 硲恵美子 (Emiko Hazama) Hiroe Yuki (Japanische Frauensporthochschule)                 | nicht ausgetragen                                              | Nihon-Universität           | Japanische Frauensporthochschule     |
| 1969   | 20  | Präfektur Kanagawa | Junji Honma (Chūō-Universität)                        | Hiroe Yuki (Japanische Frauensporthochschule)                 | Yoshio Mori Nobutaka Ikeda (Hōsei-Universität)                              | Machiko Aizawa Etsuko Takenaka (Seiryo Junior College)                                | nicht ausgetragen                                              | Chūō-Universität            | Japanische Frauensporthochschule     |
| 1970   | 21  | Osaka              | 杉山修 (Osamu Sugiyama) (Nihon-Universität)           | Hiroe Yuki (Japanische Frauensporthochschule)                 | Junji Honma 鷲尾正一 (Shōichi Washio) (Chūō-Universität)                    | 柴山きよ子 (Kiyoko Shibayama) 高橋弘子 (Hiroko Takahashi) (Hochschule Higashiōsaka)   | nicht ausgetragen                                              | Chūō-Universität            | Kurzhochschule Higashiōsaka          |
| 1971   | 22  | Sendai             | Hiroshi Taniguchi (Rikkyō-Universität)                | 柴山きよ子 (Kiyoko Shibayama) (Higashiosaka College)          | 草島正治 (Masaharu Kusajima) 田所光男 (Mitsuo Tadokoro) (Hōsei-Universität) | 柴山きよ子 (Kiyoko Shibayama) 高橋弘子 (Hiroko Takahashi) (Hochschule Higashiōsaka)   | nicht ausgetragen                                              | Hōsei-Universität           | Kurzhochschule Higashiōsaka          |
| 1972   | 23  | Präfektur Ehime    | 遠藤好男 (Yoshio Endo) (Nihon-Universität)            | Mariko Nishio (Japanische Sportuniversität)                   | 草島正治 (Masaharu Kusajima) 田所光男 (Mitsuo Tadokoro) (Hōsei-Universität) | 堀川栄美子 (Emiko Horikawa) Mitsuyo Tani (Japanische Sportuniversität)                | nicht ausgetragen                                              | Nihon-Universität           | Japanische Sportuniversität          |
| 1973   | 24  | Fukuoka            | Kinji Zeniya (Chūō-Universität)                       | 古谷成代 (Michiyo Furuya) (Japanische Sportuniversität)       | Yoshitaka Iino Masao Tsuchida (Japanische Sportuniversität)                 | Mika Ikeda 塩崎睦子 (Shiozaki Mutsuko) (Japanische Frauensporthochschule)             | nicht ausgetragen                                              | Chūō-Universität            | Japanische Sportuniversität          |
| 1974   | 25  | Yamanashi          | Kinji Zeniya (Chūō-Universität)                       | Mariko Nishio (Japanische Frauensporthochschule)              | Yoshitaka Iino Masao Tsuchida (Nihon-Universität)                           | Sachiko Akimoto Atsuko Tokuda (Shijonawate-Kurzhochschule)                            | nicht ausgetragen                                              | Chūō-Universität            | Japanische Sportuniversität          |
| 1975   | 26  | Nara               | Masao Tsuchida (Nihon-Universität)                    | Atsuko Tokuda (Shijonawate-Kurzhochschule)                    | Motoo Nakai Toshihiro Tsuji (Hōsei-Universität)                             | Atsuko Tokuda Mikiko Takada (Shijonawate-Kurzhochschule)                              | nicht ausgetragen                                              | Chūō-Universität            | Japanische Frauensporthochschule     |
| 1976   | 27  | Tokio              | Hiroyuki Hasegawa (Chūō-Universität)                  | Mikiko Takada (Shijonawate-Kurzhochschule)                    | Motoo Nakai Toshihiro Tsuji (Hōsei-Universität)                             | 落合光子 (Mitsuko Ochiai) 佐藤真弓 (Mayumi Sato) (Shijonawate-Kurzhochschule)         | nicht ausgetragen                                              | Chūō-Universität            | Japanische Frauensporthochschule     |
| 1977   | 28  | Tottori            | Hiroyuki Hasegawa (Chūō-Universität)                  | Saori Kondō (Japanische Frauensporthochschule)                | 仲尾信一 (Shinichi Nakao) 佐藤重好 (Shigeyoshi Sato) (Hōsei-Universität)    | Kazuko Sekine Sonoe Ōtsuka (Japanische Sportuniversität)                              | nicht ausgetragen                                              | Chūō-Universität            | Japanische Sportuniversität          |
| 1978   | 29  | Nagoya             | Hiroyuki Hasegawa (Chūō-Universität)                  | 石田ひとみ (Hitomi Ishida) (Japanische Frauensporthochschule) | 菅敏明 (Toshiaki Suga) 米山孝二 (Koji Yoneyama) (Chūō-Universität)          | Sonoe Ōtsuka Kazuko Sekine (Japanische Sportuniversität)                              | nicht ausgetragen                                              | Waseda-Universität          | Japanische Sportuniversität          |
| 1979   | 30  | Kyōto              | 坂本宏志 (Hiroshi Sakamoto) (Nihon-Universität)       | 石田ひとみ (Hitomi Ishida) (Japanische Frauensporthochschule) | Akio Tomita 酒井直人 (Naoto Sakai) (Hōsei-Universität)                      | Shigemi Kawamura 平久美子 (Kumiko Hira) (Shijonawate-Kurzhochschule)                  | nicht ausgetragen                                              | Chūō-Universität            | Japanische Sportuniversität          |
| 1980   | 31  | Sendai             | 上原明 (Akira Uehara) (Chūō-Universität)              | Sumiko Kitada (Shijonawate-Kurzhochschule)                    | 上原明 (Akira Uehara) Hiroshi Nishiyama (Chūō-Universität)                  | Sumiko Kitada Michiko Tomita (Shijonawate-Kurzhochschule)                             | nicht ausgetragen                                              | Chūō-Universität            | Shijonawate-Kurzhochschule           |
| 1981   | 32  | Fukuoka            | Hiroshi Nishiyama (Chūō-Universität)                  | Sumiko Kitada (Shijonawate-Kurzhochschule)                    | Hiroshi Nishiyama Yukihiro Miyamoto (Chūō-Universität)                      | Sumiko Kitada Michiko Tomita (Shijonawate-Kurzhochschule)                             | nicht ausgetragen                                              | Japanische Sportuniversität | Japanische Sportuniversität          |
| 1982   | 33  | Tokio              | 蘭和真 (Kazuma Ran) (Waseda-Universität)              | 白松千加子 (Chikako Shiramatsu) (Universität Tsukuba)         | Koji Gondo Takao Ishiba (Japanische Sportuniversität)                       | 田村圭香 (Keika Tamura) 野口英代 (Hideyo Noguchi) (Japanische Sportuniversität)       | nicht ausgetragen                                              | Japanische Sportuniversität | Japanische Sportuniversität          |
| 1983   | 34  | Okayama            | Shinji Matsuura (Hōsei-Universität)                   | Mayumi Hirama (Japanische Sportuniversität)                   | Shūji Matsuno Shinji Matsuura (Hōsei-Universität)                           | 田向明子 (Akiko Tamukai) Mayumi Hirama (Japanische Sportuniversität)                  | nicht ausgetragen                                              | Hōsei-Universität           | Japanische Sportuniversität          |
| 1984   | 35  | Nagoya             | 井上哲章 (Inoue Tessho) (Japanische Sportuniversität) | Harumi Kōhara (Shijonawate-Kurzhochschule)                    | Shūji Matsuno Shinji Matsuura (Hōsei-Universität)                           | Harumi Kōhara 松田太子 (Taishi Matsuda) (Shijonawate-Kurzhochschule)                  | nicht ausgetragen                                              | Hōsei-Universität           | Japanische Sportuniversität          |
| 1985   | 36  | Präfektur Hyōgo    | Shinji Matsuura (Hōsei-Universität)                   | Harumi Kōhara (Shijonawate-Kurzhochschule)                    | Shūji Matsuno Shinji Matsuura (Hōsei-Universität)                           | Kiyoni Aoki Yuko Tashiro (Japanische Sportuniversität)                                | nicht ausgetragen                                              | Hōsei-Universität           | Shijonawate-Kurzhochschule           |
| 1986   | 37  | Hokkaidō           | Yasumasa Tsujita (Chūō-Universität)                   | Hisako Mori (Aoyama-Gakuin-Universität)                       | Yasumasa Tsujita 片桐哲也 (Tetsuya Katagiri) (Chūō-Universität)             | Takako Shinki Kaoru Imamura (Shijonawate-Kurzhochschule)                              | nicht ausgetragen                                              | Chūō-Universität            | Shijonawate-Kurzhochschule           |
| 1987   | 38  | Sendai             | 福田実 (Minoru Fukuda) (Japanische Sportuniversität)  | Chika Tanifuji (Universität Tsukuba)                          | Eishi Kibune Kazuhiko Hamakita (Japanische Sportuniversität)                | Michiyo Kitaura 池田芳恵 (Yoshie Ikeda) (Shijonawate-Kurzhochschule)                  | nicht ausgetragen                                              | Japanische Sportuniversität | Shijonawate-Kurzhochschule           |
| 1988   | 39  | Utsunomiya         | Hiroki Etō (Kinki-Universität)                        | Akiko Michiue (Japanische Sportuniversität)                   | Eishi Kibune Kazuhiko Hamakita (Japanische Sportuniversität)                | Miwako Nishida Fujimi Tamura (Japanische Sportuniversität)                            | nicht ausgetragen                                              | Japanische Sportuniversität | Japanische Sportuniversität          |
| 1989   | 40  | Fukuoka            | Hideaki Motoyama (Japanische Sportuniversität)        | Michiko Sasaki (Universität Tsukuba)                          | Atsuhito Kitani Akihiko Yamamoto (Japanische Sportuniversität)              | Miwako Nishida Kimiko Watanabe (Japanische Sportuniversität)                          | nicht ausgetragen                                              | Japanische Sportuniversität | Shijonawate-Kurzhochschule           |
| 1990   | 41  | Osaka              | Hideaki Motoyama (Japanische Sportuniversität)        | Hisako Mizui (Shijonawate-Kurzhochschule)                     | Seiichi Watanabe Yasuhiro Hirano (Universität Tsukuba)                      | Yoshiko Iwata Hisako Mizui (Shijonawate-Kurzhochschule)                               | nicht ausgetragen                                              | Hōsei-Universität           | Japanische Sportuniversität          |
| 1991   | 42  | Ebetsu             | Kazuhiro Shimogami (Japanische Sportuniversität)      | Takako Ida (Tōkai-Frauenuniversität)                          | Seiichi Watanabe Yasuhiro Hirano (Universität Tsukuba)                      | Emiri Hihara Aiko Tsuda (Aoyama-Gakuin-Universität)                                   | nicht ausgetragen                                              | Chūō-Universität            | Tōkai-Frauenuniversität              |
| 1992   | 43  | Nagoya             | Kazuhiro Shimogami (Japanische Sportuniversität)      | Takako Ida (Tōkai-Frauenuniversität)                          | Takuya Katayama Yuzo Kubota (Chūō-Universität)                              | Emiri Hihara Naomi Kawaguchi (Aoyama-Gakuin-Universität)                              | nicht ausgetragen                                              | Waseda-Universität          | Tōkai-Frauenuniversität              |
| 1993   | 44  | Sendai             | Kazuhiro Shimogami (Japanische Sportuniversität)      | Junko Satoh (Aoyama-Gakuin-Universität)                       | Hiroshi Ōyama Akihiro Kishida (Kinki-Universität)                           | Yuki Koizumi Hiromi Kuchiki (Japanische Sportuniversität)                             | nicht ausgetragen                                              | Waseda-Universität          | Japanische Sportuniversität          |
| 1994   | 45  | Koshigaya          | Shinji Bito (Universität Tsukuba)                     | Kyoko Komuro (Japanische Sportuniversität)                    | Hiroshi Ōyama Akihiro Kishida (Kinki-Universität)                           | Kirika Kawaguchi Keiko Yoshitomi (Shijonawate-Kurzhochschule)                         | nicht ausgetragen                                              | Universität Tsukuba         | Aoyama-Gakuin-Universität            |
| 1995   | 46  | Kyōto              | Shinnosuke Murata (Universität Tsukuba)               | Saori Itoh (Aoyama-Gakuin-Universität)                        | Shinji Ōta Takuya Takehana (Hōsei-Universität)                              | Kirika Kawaguchi Keiko Yoshitomi (Shijonawate-Kurzhochschule)                         | nicht ausgetragen                                              | Hōsei-Universität           | Japanische Sportuniversität          |
| 1996   | 47  | Hiratsuka          | Hidetaka Yamada (Waseda-Universität)                  | Kanako Yonekura (Tsukuba International University)            | Naoshige Kataoka Hideyoshi Okayama (Japanische Sportuniversität)            | Kanako Yonekura Akiko Nakashima (Tsukuba International University)                    | nicht ausgetragen                                              | Nihon-Universität           | Japanische Sportuniversität          |
| 1997   | 48  | Hiroshima          | Tadashi Ohtsuka (Japanische Sportuniversität)         | Kanako Yonekura (Tsukuba International University)            | Masahiro Yabe Katsuya Nishiyama (Japanische Sportuniversität)               | Chihiro Ōsaka Akiko Nakashima (Tsukuba International University)                      | nicht ausgetragen                                              | Japanische Sportuniversität | Tsukuba International University     |
| 1998   | 49  | Hiratsuka          | Keita Masuda (Japanische Sportuniversität)            | Kanako Yonekura (Tsukuba International University)            | Keita Masuda Tadashi Ohtsuka (Japanische Sportuniversität)                  | Yukiko Kataito Miyuki Tai (Aoyama-Gakuin-Universität)                                 | nicht ausgetragen                                              | Japanische Sportuniversität | Japanische Sportuniversität          |
| 1999   | 50  | Nagoya             | Keita Masuda (Japanische Sportuniversität)            | Eriko Iwamatsu (Tsukuba International University)             | Keita Masuda Tadashi Ohtsuka (Japanische Sportuniversität)                  | Akiko Nakashima Chihiro Ōsaka (Tsukuba International University)                      | nicht ausgetragen                                              | Japanische Sportuniversität | Tsukuba International University     |
| 2000   | 51  | Präfektur Nara     | Tadashi Ohtsuka (Japanische Sportuniversität)         | Eriko Iwamatsu (Tsukuba International University)             | Tadashi Ohtsuka Keita Masuda (Japanische Sportuniversität)                  | Miyuki Tai Aya Wakisaka (Aoyama-Gakuin-Universität)                                   | nicht ausgetragen                                              | Japanische Sportuniversität | Aoyama-Gakuin-Universität            |
| 2001   | 52  | Hiratsuka          | Yōsuke Nakanishi (Nihon-Universität)                  | Emi Ueda (Ritsumeikan-Universität)                            | Shūichi Nakao Shūichi Sakamoto (Universität Tsukuba)                        | Miyuki Tai Aya Wakisaka (Aoyama-Gakuin-Universität)                                   | nicht ausgetragen                                              | Nihon-Universität           | Aoyama-Gakuin-Universität            |
| 2002   | 53  | Nagoya             | Shoji Sato (Tokio Fuji University)                    | Mihoko Matsuo (Japanische Sportuniversität)                   | Yūsuke Shinkai Naoki Kawamae (Nihon-Universität)                            | Mihoko Matsuo Miyuki Tamura (Japanische Sportuniversität)                             | nicht ausgetragen                                              | Japanische Sportuniversität | Japanische Sportuniversität          |
| 2003   | 54  | Osaka              | Shohei Shigemi (Japanische Sportuniversität)          | Chie Umezu (Tsukuba International University)                 | Naoki Kawamae Yūsuke Shinkai (Nihon-Universität)                            | Izumi Honda Chihiro Miura (Hokkaidō Asai Gakuen University)                           | nicht ausgetragen                                              | Japanische Sportuniversität | Tōkai-Frauenuniversität              |
| 2004   | 55  | Chiba              | Liu Zhiyuan (Japanische Sportuniversität)             | Chie Umezu (Tsukuba International University)                 | Naoki Kawamae Yūsuke Shinkai (Nihon-Universität)                            | Chie Umezu Yuki Watahiki (Tsukuba International University)                           | nicht ausgetragen                                              | Japanische Sportuniversität | Tsukuba International University     |
| 2005   | 56  | Nagoya             | Kōichi Saeki (Nihon-Universität)                      | Yū Hirayama (Waseda-Universität)                              | Noriyasu Hirata Liu Zhiyuan (Japanische Sportuniversität)                   | Saki Kimura Yū Hirayama (Waseda-Universität)                                          | nicht ausgetragen                                              | Japanische Sportuniversität | Universität Tsukuba                  |
| 2006   | 57  | Präfektur Kyōto    | Hiroyuki Endō (Japanische Sportuniversität)           | Yū Hirayama (Waseda-Universität)                              | Kenta Kazuno Kenichi Hayakawa (Nihon-Universität)                           | Shinobu Ogura Sayuri Asahara (Japanische Sportuniversität)                            | nicht ausgetragen                                              | Nihon-Universität           | Universität Tsukuba                  |
| 2007   | 58  | Chiba              | Kazuteru Kozai (Japanische Sportuniversität)          | Kana Itō (Japanische Sportuniversität)                        | Kenta Kazuno Kenichi Hayakawa (Nihon-Universität)                           | Kana Itō Mami Naitō (Japanische Sportuniversität)                                     | nicht ausgetragen                                              | Japanische Sportuniversität | Waseda-Universität                   |
| 2008   | 59  | Kanazawa           | Kazushi Yamada (Japanische Sportuniversität)          | Mayu Sekiya (Waseda-Universität)                              | Takuma Ueda Takeshi Kamura (Waseda-Universität)                             | Mami Naitō Yui Miyauchi (Japanische Sportuniversität)                                 | nicht ausgetragen                                              | Hōsei-Universität           | Japanische Sportuniversität          |
| 2009   | 60  | Präfektur Shiga    | Shūhei Hayasaki (Nihon-Universität)                   | Sayaka Sato (Japanische Sportuniversität)                     | Kazuaki Oshima Hiroyuki Saeki (Nihon-Universität)                           | Midori Sakurai Yumiko Nishiyama (Waseda-Universität)                                  | nicht ausgetragen                                              | Nihon-Universität           | Hōsei-Universität                    |
| 2010   | 61  | Tokio              | Takuma Ueda (Waseda-Universität)                      | Sayaka Sato (Japanische Sportuniversität)                     | Takuma Ueda Takeshi Kamura (Waseda-Universität)                             | Yuki Itagaki Yui Miyauchi (Japanische Sportuniversität)                               | nicht ausgetragen                                              | Hōsei-Universität           | Aoyama-Gakuin-Universität            |
| 2011   | 62  | Nagoya             | Riichi Takeshita (Keiwa College)                      | Eriko Tamaki (Waseda-Universität)                             | Shu Wada Tatsuya Watanabe (Japanische Sporthochschule)                      | Yui Miyauchi Haruko Suzuki (Japanische Sporthochschule)                               | nicht ausgetragen                                              | Japanische Sporthochschule  | Hōsei-Universität                    |
| 2012   | 63  | Kobe               | Koji Naito (Japanische Sporthochschule)               | Eriko Tamaki (Waseda-Universität)                             | Akira Koga Taichi Saito (Waseda-Universität)                                | Shiho Tanaka Miri Ichimaru (Hōsei-Universität)                                        | nicht ausgetragen                                              | Japanische Sporthochschule  | Japanische Sporthochschule           |
| 2013   | 64  | Chiba              | Kenta Nishimoto (Chūō-Universität)                    | Natsumi Shimoda (Ryūkoku-Universität)                         | Akira Koga Taichi Saito (Waseda-Universität)                                | Shiho Tanaka Miri Ichimaru (Hōsei-Universität)                                        | nicht ausgetragen                                              | Nihon-Universität           | Hōsei-Universität                    |
| 2014   | 65  | Ichinomiya         | Kenta Nishimoto (Chūō-Universität)                    | Shiho Tanaka (Hōsei-Universität)                              | Masato Takano Kohtaro Miyajima (Chūō-Universität)                           | Shiho Tanaka Miri Ichimaru (Hōsei-Universität)                                        | nicht ausgetragen                                              | Chūō-Universität            | Universität Tsukuba                  |
| 2015   | 66  | Kadoma             | Kenta Nishimoto (Chūō-Universität)                    | Ayaho Sugino (Ryūkoku-Universität)                            | Akira Koga Taichi Saito (Waseda-Universität)                                | Miki Kashihara Miyuki Kato (Universität Tsukuba)                                      | nicht ausgetragen                                              | Hōsei-Universität           | Universität Tsukuba                  |
| 2016   | 67  | Chiba/Tokio        | Yu Igarashi (Chūō-Universität)                        | Natsumi Shimoda (Ryūkoku-Universität)                         | Keiichiro Matsui Katsuki Tamate (Japanische Sporthochschule)                | Rena Miyaura Ririka Katsumata (Hōsei-Universität)                                     | nicht ausgetragen                                              | Chūō-Universität            | Universität Tsukuba                  |
| 2017   | 68  | Ichinomiya         | Minoru Koga (Waseda-Universität)                      | Kie Nakanishi (Waseda-Universität)                            | Katsuki Tamate Kyohei Yamashita (Japanische Sporthochschule)                | Miyuki Kato Miki Kashihara (Universität Tsukuba)                                      | nicht ausgetragen                                              | Waseda-Universität          | Universität Tsukuba                  |
| 2018   | 69  | Ichinomiya         | Minoru Koga (Waseda-Universität)                      | Miho Kayama (Universität Tsukuba)                             | Masayuki Onodera Takuma Obayashi (Waseda-Universität)                       | Natsumi Uesugi Narumi Suzuki (Meiji-Universität)                                      | nicht ausgetragen                                              | Waseda-Universität          | Universität Tsukuba                  |
| 2019   | 70  | Odawara Hadano     | Yuji Tanaka (Nihon-Universität)                       | Miho Kayama (Universität Tsukuba)                             | Masayuki Onodera Takuma Obayashi (Waseda-Universität)                       | Natsumi Uesugi Narumi Suzuki (Meiji-Universität)                                      | nicht ausgetragen                                              | abgesagt                    | abgesagt                             |
| 2020   | 71  | Ichinomiya         | abgesagt                                              | abgesagt                                                      | abgesagt                                                                    | abgesagt                                                                              | abgesagt                                                       | abgesagt                    | abgesagt                             |
| 2021   | 72  | Nara Sakurai       | Daiki Midorikawa (Waseda-Universität)                 | Tomoka Sagawa (Universität Tsukuba)                           | Yuta Takei Ayato Endo (Meiji-Universität)                                   | Rio Uemura Akari Sato (Ryūkoku-Universität)                                           | nicht ausgetragen                                              | Meiji-Universität           | Universität Tsukuba                  |
| 2022   | 73  | Kōfu               | Rei Miyashita (Meiji-Universität)                     | An Uesugi (Meiji-Universität)                                 | Yuta Takei Ayato Endo (Meiji-Universität)                                   | Rio Uemura Akari Sato (Ryūkoku-Universität)                                           | nicht ausgetragen                                              | Ryūkoku-Universität         | Hōsei-Universität                    |
| 2023   | 74  | Nagoya             | 藤原睦月 (Mutsuki Fujiwara) (Meiji-Universität)       | 十亀加奈江 (Kanae Togame) (Japanische Sportuniversität)       | Kota Ogawa Kakeru Kumagai (Nihon-Universität)                               | 田邉裕美 (Hiromi Tanabe) 中出すみれ (Nakaide Sumire) (Ryūkoku-Universität)            | nicht ausgetragen                                              | Universität Tsukuba         | Hōsei-Universität                    |
| 2024   | 75  | Maebashi           | 増本康祐 (Kosuke Masumoto) (Hōsei-Universität)        | 小林優花 (Yuka Kobayashi) (Ryūkoku-Universität)               | 佐藤椎名 (Shina Sato) 吉田翼 (Tsubasa Yoshida) (Universität Tsukuba)        | 中原鈴 (Rin Nakahara) 広瀬未來 (Miki Hirose) (Universität Tsukuba)                    | Hiroki Nishi 中出すみれ (Nakaide Sumire) (Ryūkoku-Universität) | Nihon-Universität           | Ryūkoku-Universität                  |